# Gerhardsfeld
Gerhardsfeld ist eine Ortschaft in der Gemeinde Wipperfürth im Oberbergischen Kreis im Regierungsbezirk Köln in Nordrhein-Westfalen (Deutschland).

## Lage und Beschreibung
Gerhardsfeld liegt südwestlich des Zentrums von Wipperfürth nahe der Kürtener Sülz. Nachbarorte sind Furth, Unterschwarzen, Heid und Jörgensmühle.
Die Ortschaft gehört zum Gemeindewahlbezirk 16 (160) und damit zum Ortsteil Wipperfeld.

## Geschichte
Im Jahr 1548 wird der Ort erstmals unter der Bezeichnung Felde in den Listen der bergischen Spann- und Schüppendienste genannt. Die Karte Topographia Ducatus Montani aus dem Jahre 1715 zeigt vier Höfe und bezeichnet diese mit Güntsfeld. Die Topographische Aufnahme der Rheinlande von 1825 zeigt auf umgrenztem Hofraum fünf getrennt voneinander liegende Grundrisse. Die Ortsbezeichnung lautet in dieser Karte bereits Gerhardsfeld.
Aus dem Jahre 1779 stammt das im Ortsbereich stehende als Denkmal geschützte Wegekreuz aus Sandstein.

## Busverbindungen
Über die im Ort Jörgensmühle gelegenen Haltestellen der Linien 426 und 429 (VRS/OVAG) ist Gerhardsfeld an den öffentlichen Personennahverkehr angebunden.

## Wanderwege
Der vom SGV ausgeschilderte Rundwanderweg A4 führt durch den Ort.

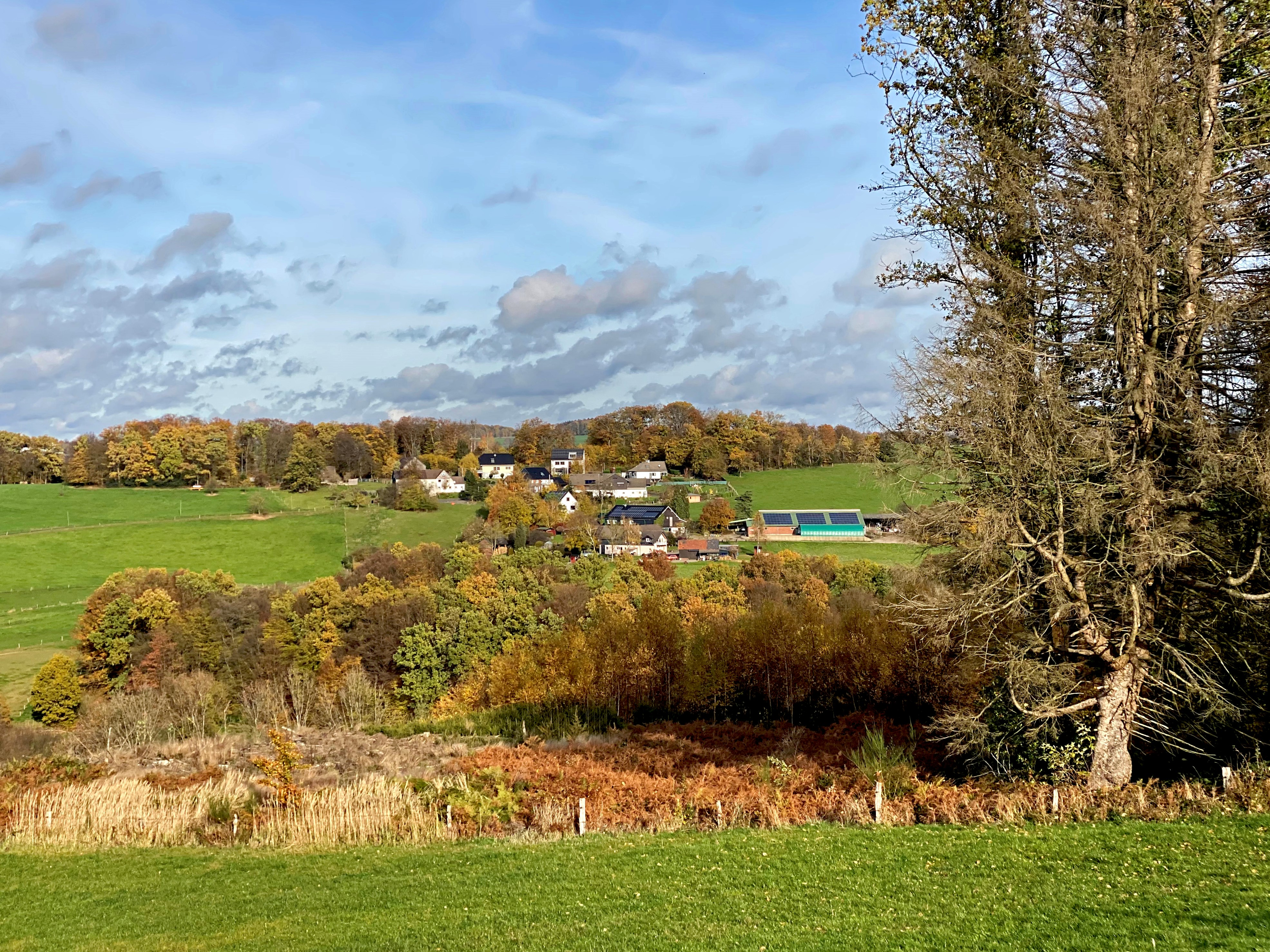
Gerhardsfeld (Blick von der Straße nach Berghausen)
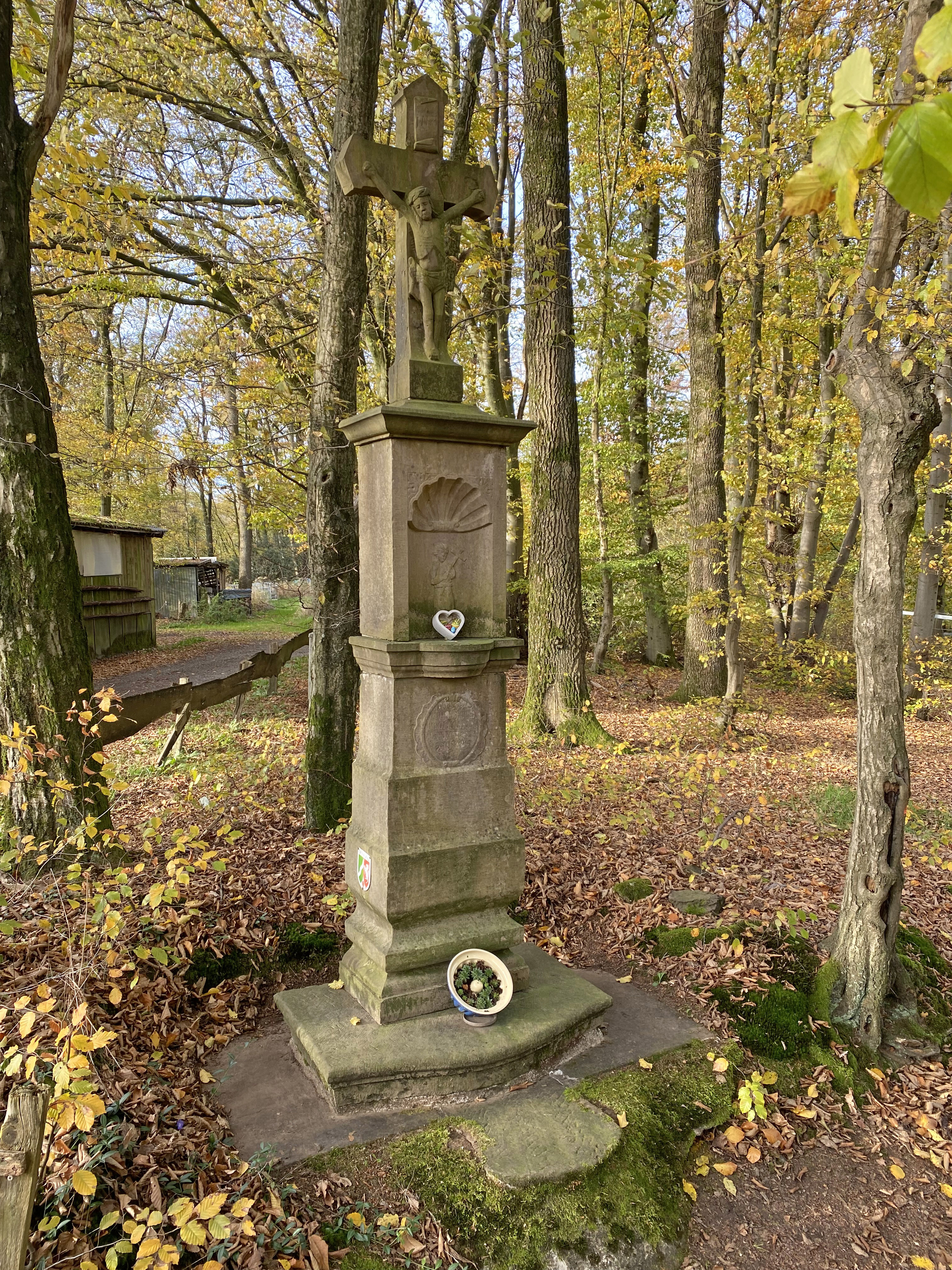
Baudenkmal Wegekreuz (1779)
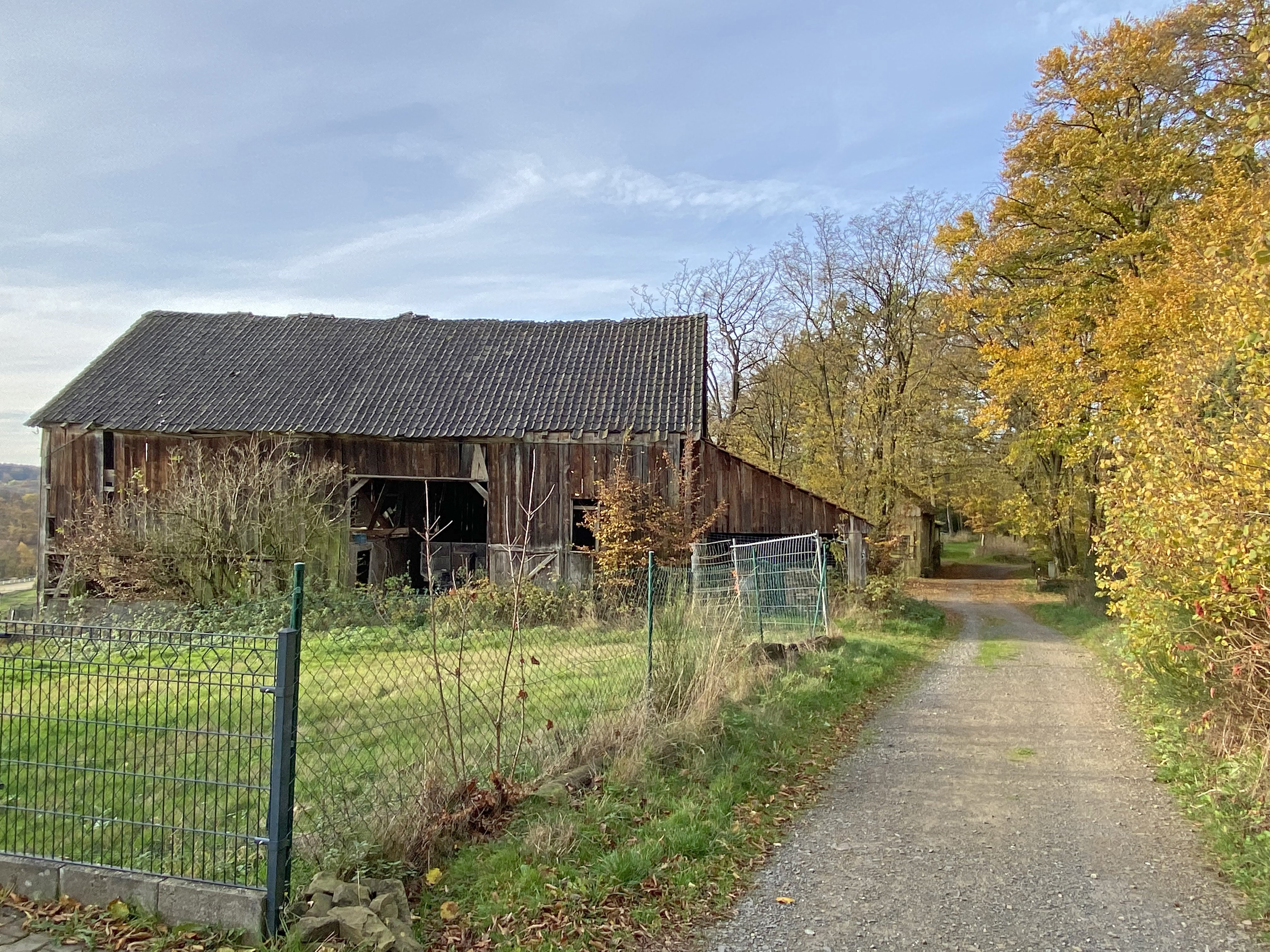
Holzscheune
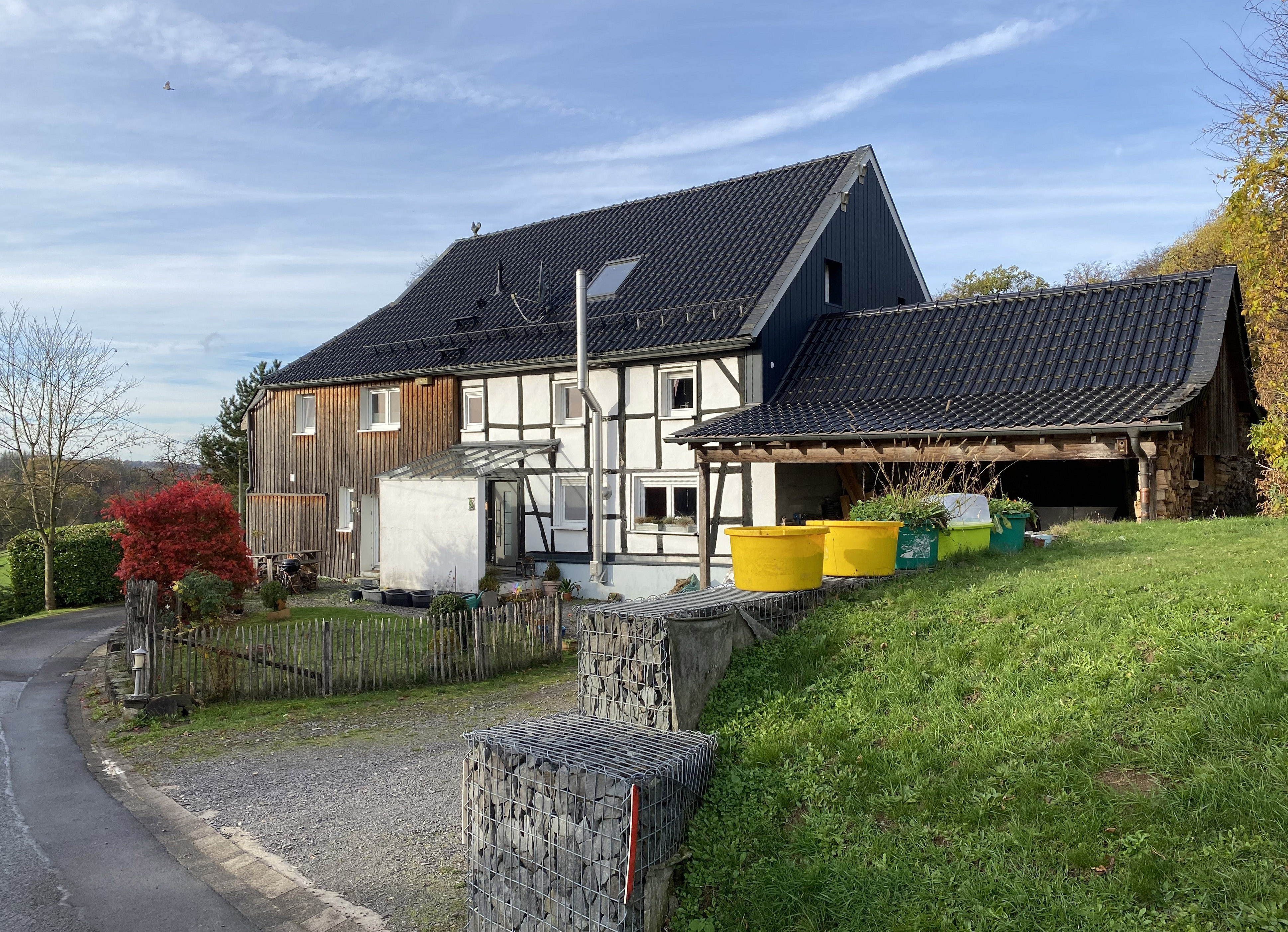
Gerhardsfeld 3
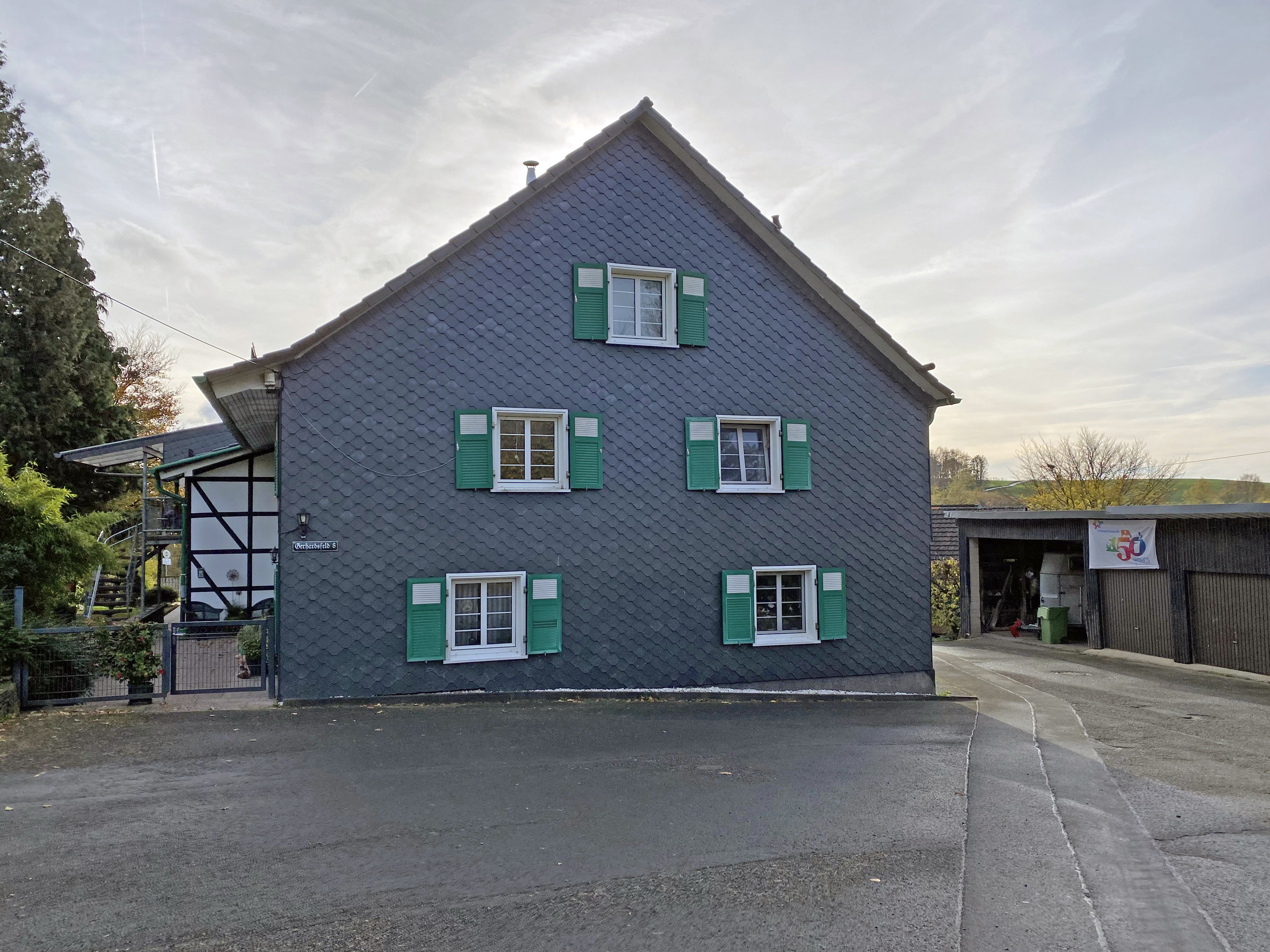
Hof Gerhardsfeld 8
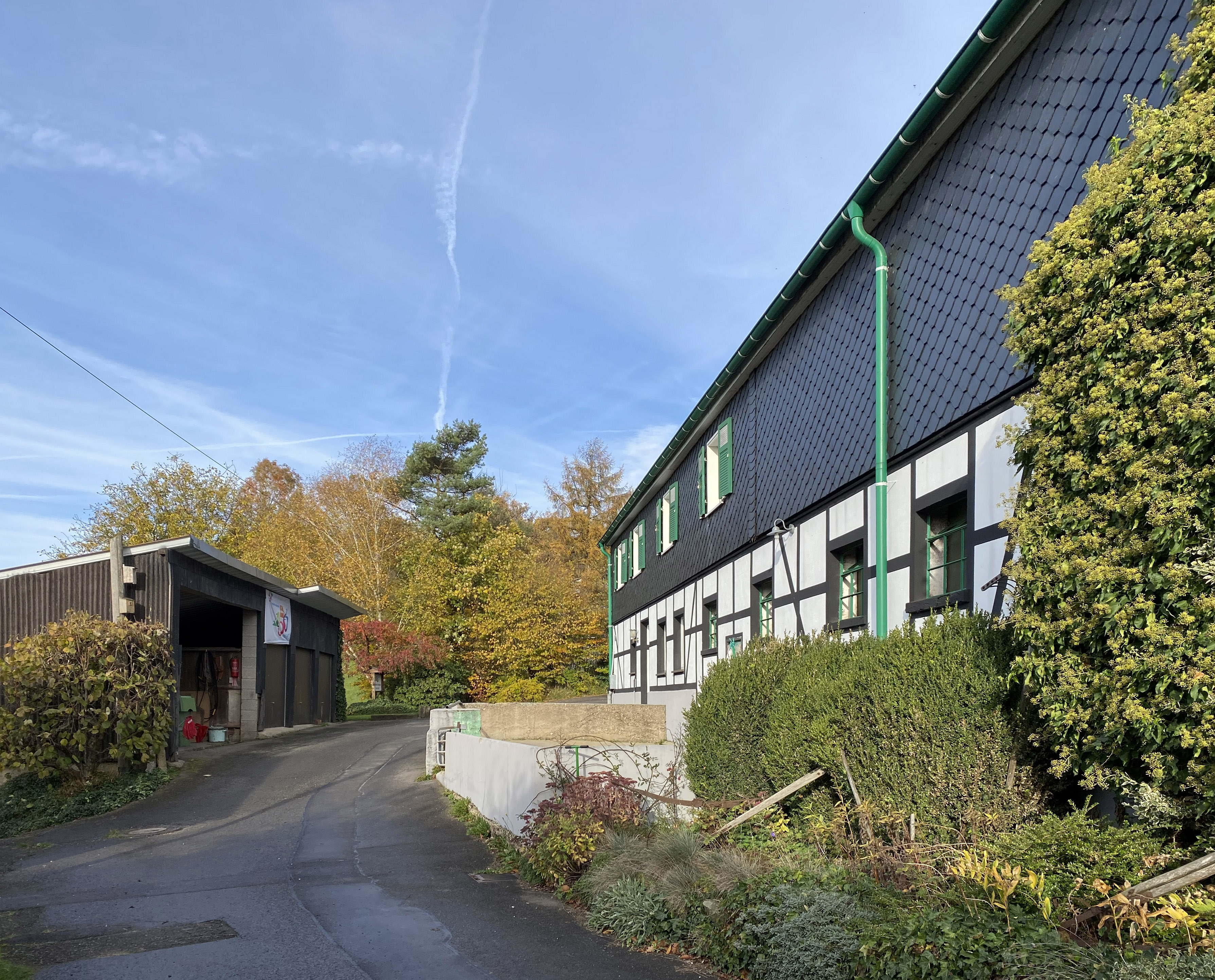
Hof Gerhardsfeld 8
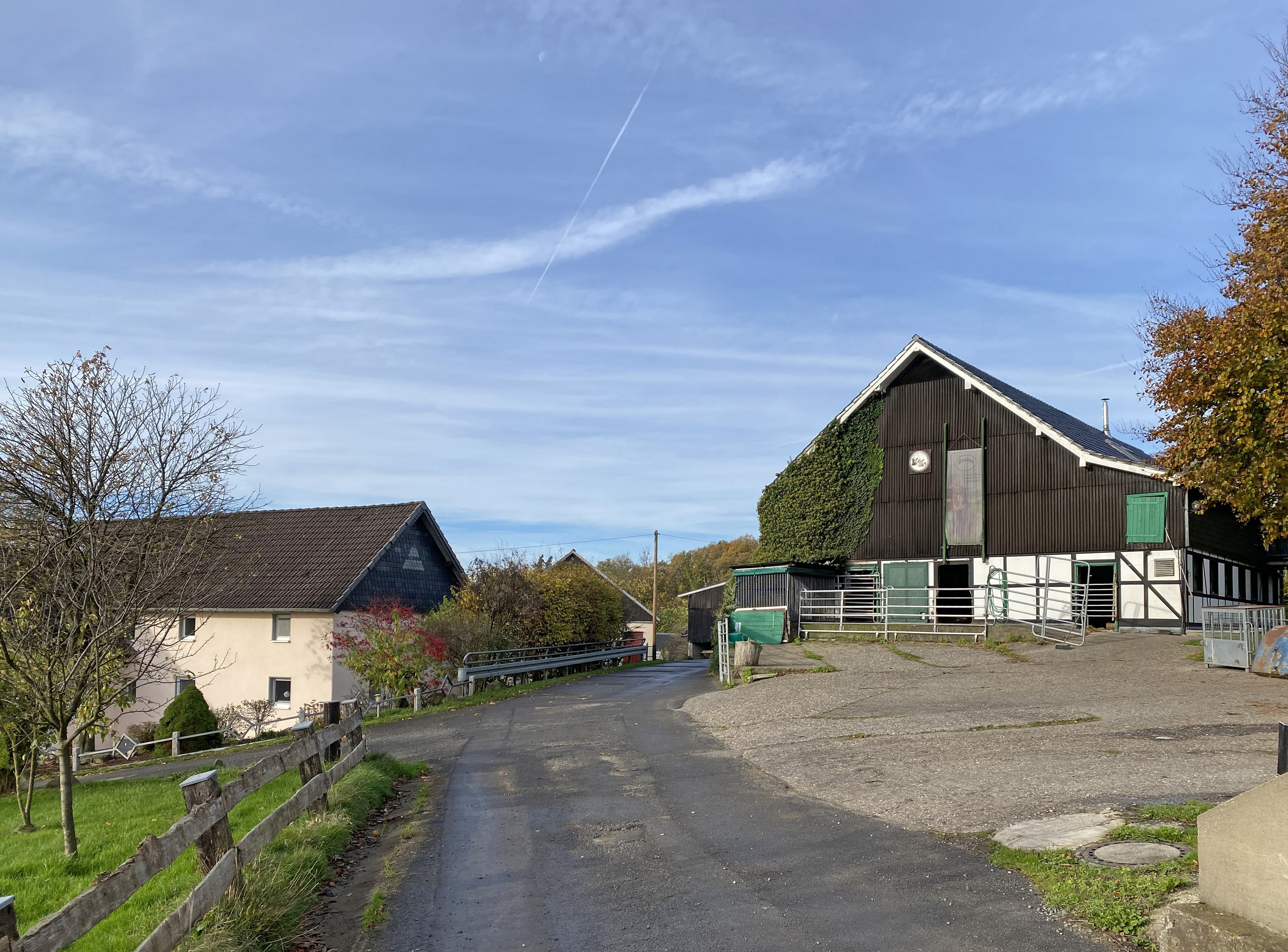
Gerhardsfeld 9